# Vergeetachtige functor
In de categorietheorie, een abstract deelgebied van de wiskunde, is een vergeetachtige functor een soort functor. De naamgeving beschrijft het gedrag van een dergelijke functor: gegeven een object met een structuur als invoer, worden enkele of alle delen van de structuur van het object of de eigenschappen van het object 'vergeten' in de uitvoer. Voor een algebraïsche structuur van een gegeven signatuur, kan dit worden uitgedrukt door de signatuur in de uitvoer op een bepaalde manier te beperken: de nieuwe signatuur is bijvoorbeeld een bewerkte vorm van de oude signatuur. Als de nieuwe signatuur geen bewerkingen bevat, levert de functor gewoon de onderliggende verzameling van een structuur; dit is in de praktijk het meest voorkomende geval.